# Adolf Germann

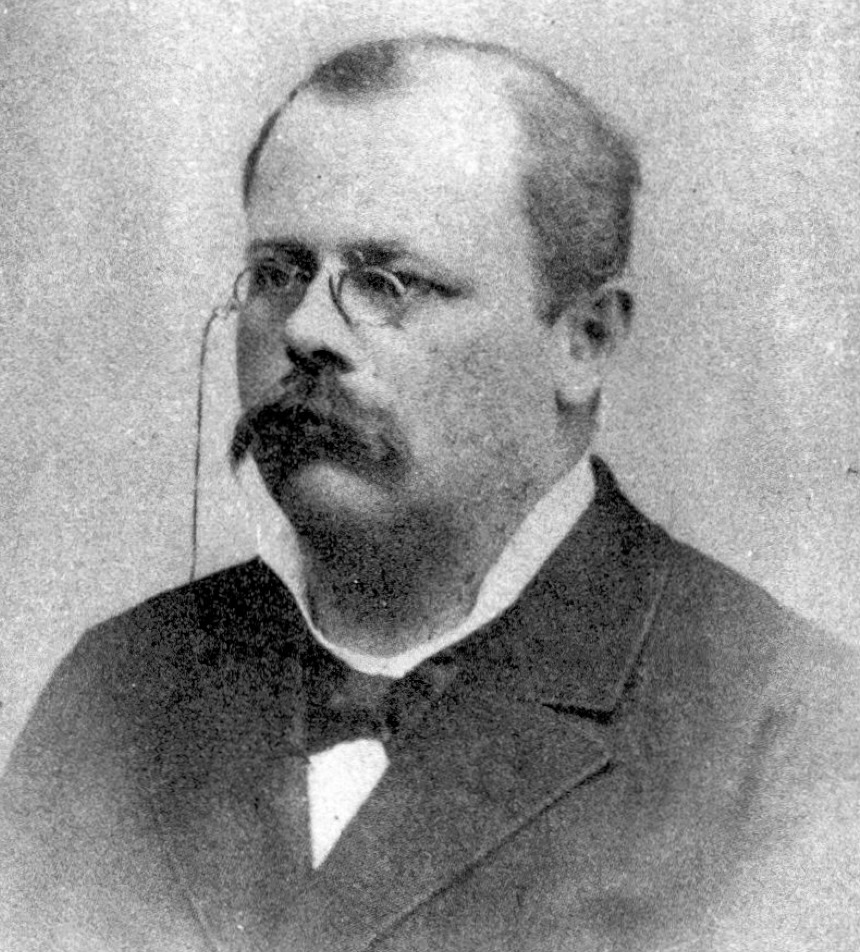
Nationalrat Adolf Germann.

Adolf Germann (* 2. Februar 1857 in Bleiken; † 7. Mai 1924 in Frauenfeld, reformiert, heimatberechtigt in Bleiken und Frauenfeld) war ein Schweizer Politiker (FDP).

## Biografie
Adolf Germann wurde am 2. Februar 1857 in Bleiken als Sohn des Hafners Johann Georg Germann geboren. Germann belegte zwischen 1877 und 1881 ein  Studium der Rechte in München, Zürich und Heidelberg, das er 1881 mit dem Erwerb des akademischen Grades eines Dr. iur. abschloss.
In der Folge war Germann von 1881 bis 1889 als Anwalt in Frauenfeld und Schreiber der Bezirksgerichte in Diessenhofen, Steckborn und von 1881 bis 1893 Bischofszell tätig. Dazu gehörte er zwischen 1887 und 1893 der Anklagekammer an. Im Anschluss war Germann bis 1907 als Staats-, danach wieder als Rechtsanwalt im Einsatz.
Daneben hatte Germann zwischen 1909 und 1924 ein Verwaltungsratsmandat bei der Stickerei Arbon inne. Überdies diente er in der Schweizer Armee in der Position eines Obersten der Infanterie.
Adolf Germann, der 1885 Hermine, die Tochter des Industriellen Hermann  Kunz, ehelichte, verstarb am 7. Mai 1924 drei Monate nach Vollendung seines 67. Lebensjahres in Frauenfeld. Er war der Vater des Juristen Oscar Adolf Germann.

## Politische Laufbahn
Adolf Germann war 1890 einer der  Mitbegründer der FDP Thurgau. Anschliessend fungierte er von 1893 bis 1898 als Mitglied und Aktuar der Ortskommission Frauenfeld. Daneben gehörte er von 1893 bis 1914 dem Thurgauer Grossen Rat an, den er 1898/99 sowie 1902/03 präsidierte. Nach den Parlamentswahlen 1896 nahm er bis 1914 Einsitz in den Nationalrat. Diesen präsidierte er vom 8. Dezember 1908 bis zum 6. Dezember 1909. Im Rat agierte er unter anderem als Referent über den Gotthardvertrag.
Nach dem Zusammenbruch der Thurgauischen Hypothekenbank, der er ab 1907 als Präsident vorstand, legte Adolf Germann  alle seine politischen Ämter nieder.